# 三條崙
三條崙，是臺灣雲林縣四湖鄉的一個傳統地域名稱，位於該鄉西部臨海地帶。相較於今日行政區，其範圍大致包括崙北村不含東北部、崙南村、廣溝村北部及東北部邊界地帶。其下又分三條崙、溪仔崙、鹽水堀、下溝皂、大榕腳、五塊厝、新厝仔等小聚落。

## 歷史
台灣清治末期至日治初期，三條崙地區為一街庄，稱為「三條崙庄」，隸屬於尖山堡。該庄北與林厝藔庄為鄰，東與飛沙庄為鄰，南邊為下崙庄、萡仔藔庄，西邊臨海。
1901年（日治明治三十四年）11月，該庄隸屬於斗六廳。1909年（明治四十二年）10月，改隸屬於嘉義廳。1920年（大正九年），該庄改制為「三條崙」大字，隸屬於臺南州北港郡四湖庄。
戰後四湖庄改制為四湖鄉，隸屬於臺南縣，大字亦改制為村。1950年雲、嘉、南分治，四湖鄉改隸屬於雲林縣。

## 交通
縣道160號是三條崙至無底潭的道路，其西側端點位三條崙地區西部的三條崙漁港。由此向東南蜿蜒而行，出境後轉向東可前往四湖市區、元長、土庫無底潭並止於縣道145號路口。

## 學校
- 三崙國小

## 廟宇
- 三條崙海清宮

## 休閒設施
- 三條崙海水浴場